# Manu Quijera
Manu Quijera Poza, född 13 januari 1998 i Pamplona, är en spansk spjutkastare.

## Karriär
Quijera började med spjutkastning som 13-åring. Som ung har han tävlat vid ungdoms-OS 2014 i Nanjing, ungdoms-VM 2015 i Cali, junior-VM 2016 i Bydgoszcz, junior-EM 2017 i Grosseto och U23-EM 2019 i Gävle.
I juli 2018 vid spanska mästerskapen i Getafe tog Quijera silver i spjut efter att slutat bakom sin bror Nicolás Quijera. Det var första gången sedan 1953 som två bröder slutat på pallplats tillsammans vid de spanska mästerskapen. Den 18 maj 2019 vid en internationell U23-tävling i Madrid noterade Quijera ett nytt spanskt rekord efter ett kast på 81,31 meter, vilket var en ökning med 67 centimeter från Odei Jainagas tidigare rekord.
Under 2022 förbättrade Quijera sitt personbästa till 83,28 meter och deltog sedan i spjuttävlingen vid VM i Eugene. Han deltog under året även vid EM i München, men tog sig inte vidare till finalen i någon av tävlingarna. I mars 2023 tog Quijera brons vid europacupen i kast efter ett kast på 78,42 meter.

## Personliga rekord
Utomhus
- Spjutkastning – 83,28 (La Nucia, 12 juni 2022)[9]